# 奈良市立鼓阪北小学校
奈良市立鼓阪北小学校（ならしりつ つざかきたしょうがっこう）は、奈良県奈良市青山九丁目にある公立小学校。

## 沿革
- 1984年（昭和59年）4月1日 - 奈良市立鼓阪小学校から分離して開校。

## 通学区域
- 青山一丁目、青山二丁目、青山三丁目、青山四丁目、青山五丁目、青山六丁目、青山七丁目、青山八丁目、青山九丁目、奈良阪町の一部、般若寺町の一部[1]

※卒業後は基本的に奈良市立若草中学校に進学する。

## 通学区域が隣接している学校
- 奈良市立鼓阪小学校
- 奈良市立佐保小学校
- 奈良市立佐保台小学校
- （京都府）木津川市立州見台小学校
- （京都府）木津川市立梅美台小学校